# Brandenburger Bischofsurkunde 1216

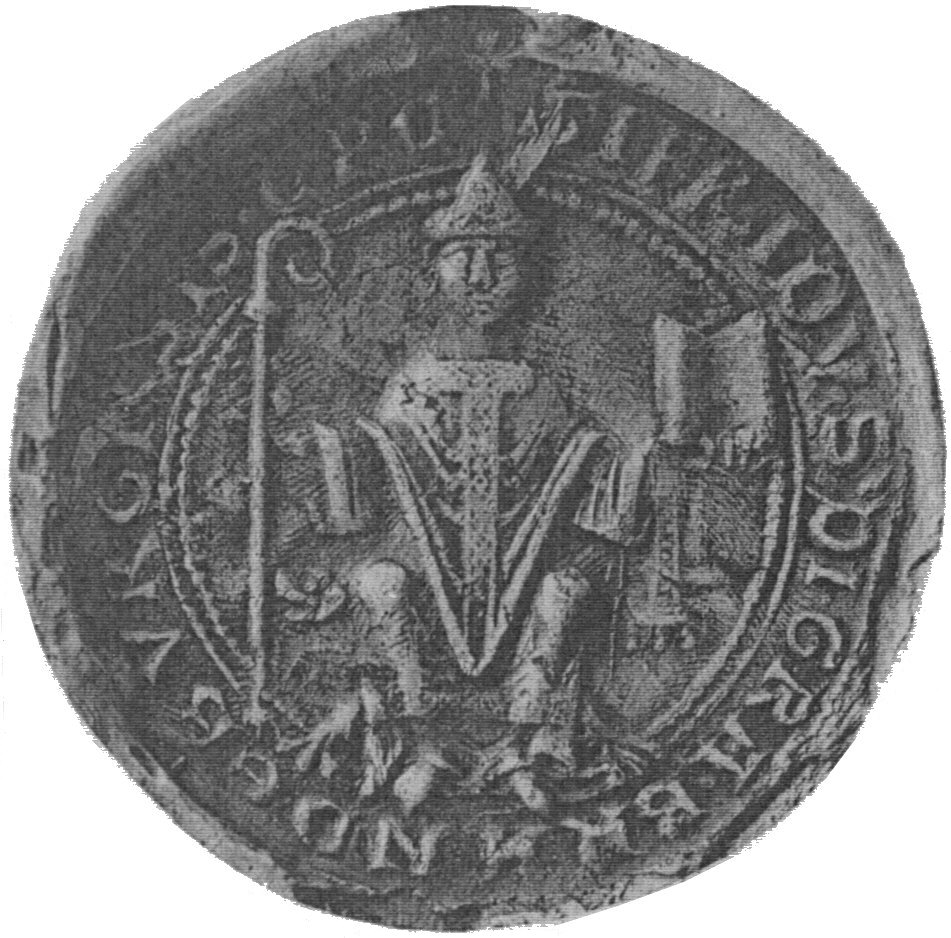
Siegel Bischof Siegfrieds II. an der Originalurkunde

Eine Urkunde von Bischof Siegfried II. von Brandenburg für das Domkapitel Brandenburg vom 28. Dezember 1216 bestätigte dessen Rechte und Besitzungen.
Eine leicht veränderte Fassung dieser Urkunde ist in einer Papsturkunde von 1233 enthalten. In beiden werden einige Orte der Mark Brandenburg erstmals erwähnt.

## Fassungen
- Originalurkunde, datiert auf 28. Dezember 1216 (nach Nativitätsstil aus quinto Kalendas Ianuarii 1217), ausgestellt in Brandenburg, in Domstiftsarchiv Brandenburg, U 26[1][2]
- Leicht veränderte Fassung enthalten in Urkunde von Papst Gregor IX. vom 14. Dezember 1233 im Lateran für den Propst von Brandenburg, in Domstiftsarchiv Brandenburg, U 35,[3] die darin enthaltene Textfassung zu angeblich 1216 registriert auch als U 27[4]

## Inhalt
In der Originalurkunde bestätigte Bischof Siegfried II. dem Domkapitel dessen Rechte und Besitzungen. Dabei wurden die Grenzen der Archidiakonate mit einigen dazugehörigen Burgen und Grenzen aufgeführt.
In einer Bestätigungsurkunde von Papst Gregor für das Domkapitel wird diese Urkunde von 1216 fast wörtlich wiederholt, allerdings mit einigen Ergänzungen und Veränderungen.
Rechte
Zu den bestätigten Rechten gehörten eine eigene Gerichtsbarkeit und das Recht der Bischofswahl, erstmals ohne das Kapitel des Stiftes Leitzkau (was sich in der Realität zu dieser Zeit noch nicht durchsetzen ließ).
Besitzungen
Ferner werden dem Domkapitel die weltlichen Besitzungen bestätigt, die namentlich genannt werden. Diese Aufzählungen beschreiben den vollständigen Besitz des Domstiftes.
Archidiakonatsgrenzen
Dazu werden die Grenzen der Archidiakonate als geistliche Verwaltungseinheiten angegeben, mit der Nennung einzelner Grenzburgen. Diese bieten einen Überblick über die Einflussgebiete des Bistums und damit mutmaßlich auch der Markgrafschaft Brandenburg.
Beide enden im Osten an der oberen Havel und der Nuthe, was zeigt, dass die angrenzenden Gebiete Barnim, Teltow und Uckermark zu dieser Zeit außerhalb des Machtbereiches lagen. Die Oder wird zwar als eigentlich beanspruchte Bistumsgrenze erstmals wieder genannt, aber auch der Verweis, dass diese derzeit nicht erreichbar ist.
Orte
Erstmals erwähnt wurden
| Urkunde 1216 - Rhinow - Jessen an der Elster - Beelitz - Saarmund - Luckenwalde - Glienecke östlich von Ziesar | Fassung von 1233 - Rathenow - Friesack - Fehrbellin - Kremmen - Bötzow (Oranienburg) - Zehdenick |

## Drucke
Originalurkunde von 1216
- Adolph Friedrich Riedel: Codex diplomaticus Brandenburgensis. Erster Haupttheil oder Urkundensammlung zur Geschichte der geistlichen Stiftungen, der adlichen Familien, so wie der Städte und Burgen der Mark Brandenburg. VIII. Band. (CDB A VIII). Berlin 1847. S. 132–137 Text der ursprünglichen Urkunde mit allen abweichenden Passagen zur späteren Fassung.

Urkunde von 1233
- Carl Rodenberg: Epistolae saeculi XIII e regestis pontificum Romanorum selectae, Bd. 1, Berlin 1883, S. 460–464 Nr. 537 (MGH Epp. saec. XIII).

Deutsche Übersetzung
- Lutz Partenheimer: Bischof Siegfried II. von Brandenburg (Ende 1216–1220/21) bestätigt dem Brandenburger Domkapitel dessen Rechte und Besitzungen, 28. Dezember 1216. In: Mitteilungen des Uckermärkischen Geschichtsvereins zu Prenzlau 20/2013. S. 14–37, hier S. 15–28, mit Erläuterungen.

Regesten
- Wolfgang Schößler: Regesten der Urkunden und Aufzeichnungen im Domstiftsarchiv Brandenburg, Teil 1: 948–1487, Berliner Wissenschafts-Verlag, Berlin 1998, ISBN 3-8305-0189-7. S. 28–33. Ausführliche Regesten beider Fassungen